# Sara Lidman
Sara Lidman (Missenträsk, 30 de diciembre de 1923-Umeå, 17 de junio de 2004) fue una escritora y activista sueca galardonada con el Premio de Literatura del Consejo Nórdico en 1980.
Escribió la mayor parte de su obra literaria en el dialecto que se habla en su condado natal. En sus novelas, solía tratar temas como la marginalidad y la reivindicación de derechos. Su uso innovador del lenguaje es una mezcla muy original de uso dialectal, expresiones bíblicas, jerga oficial y un sentimiento rítmico poético.
su las lenguas vernáculas habladas con el lenguaje bíblico.

## Biografía
Nacida en Missenträsk, pueblo del actual municipio de Skellefteå, Lidman se crio en la región de Västerbotten, al norte de Suecia. Estudió en la Universidad de Uppsala, donde interrumpió sus estudios al contraer tuberculosis. Finalmente tuvo que graduarse por correspondencia.

## Trayectoria
Lidman alcanzó su primer gran éxito con la novela Tjärdalen (El alambique de alquitrán). En esta obra y en su segunda novela, Hjortronlandet (El campo de arándanos), explora los temas de la alienación y el aislamiento. Sus primeras novelas se centran en las difíciles condiciones de los campesinos pobres de la provincia septentrional sueca de Västerbotten durante el siglo XIX.
Escribió extensamente sobre temas políticos, siempre desde un punto de vista socialista. Protestó contra la guerra de Vietnam (viajó a Vietnam del Norte y participó en el Tribunal Russell) y contra el apartheid en Sudáfrica. Apoyó las influyentes huelgas mineras de 1969-1970 y participó activamente en los movimientos comunista y ecologista. Entre 1977 y 1985 escribió una serie de siete novelas sobre el proceso de colonización del norte de Suecia.
Lidman murió en Umeå en 2004. Tenía 80 años. Está enterrada en el cementerio de Österjörn.

## Premios
Fue galardonada con varios premios, entre ellos el Premio de Literatura del Consejo Nórdico por su obra Vredens Barn, el premio anual de literatura que otorga el diario Svenska Dagbladet, en el año 1953, el Premio Pilot de literatura en 1999.

## Obra
- Tjärdalen, 1953. Das Teertal.
- Hjortronlandet, 1955.
- Regnspiran, 1958.
- Bära mistel, 1960.
- Jag och min son, 1961.
- Med fem diamanter, 1964.
- Samtal i Hanoi, 1966.
- Gruva, 1968.
- Marta, Marta, 1970.
- Din tjänare hör, 1977.
- Vredens barn, 1979.
- Nabots sten, 1981.
- Den underbare mannen, 1983.
- Järnkronan, 1985.
- Lifsens rot, 1996.
- Oskuldens minut, 1999.
- Kropp och själ, 2003.